# Heinrich V. zu Stolberg
Graf Heinrich zu Stolberg (* um 1275; † zwischen 30. April und 21. Oktober 1357) war von 1341 bis 1357 als Heinrich V. Bischof von Merseburg.
Der Sohn des gleichnamigen Vaters († 1297) aus der Familie der Grafen zu Stolberg und dessen wahrscheinlich als Gräfin von Hohnstein geborenen Ehefrau wurde urkundlich erstmals im März 1290 als Domschüler in Würzburg erwähnt, wo er am 1. Februar 1293 Domherr wurde und im Oktober 1317 vom Papst Johannes XXII. das Archidiakonat erhielt. Zu diesem Zeitpunkt war Heinrich zu Stolberg auch Domherr in Bamberg und Besitzer einer bei Würzburg liegenden Pfarrei.
In Merseburg wurde Heinrich in den Urkunden seit 1313 als Domherr und von 1320 bis 1327 als Scholaster genannt. Im Jahr 1326 verlieh ihm Johannes XXII. ein Kanonikat in Magdeburg, obwohl Heinrich schon Kanonikate und Pfründen in Würzburg, Cammin und die Pfarrkirche St. Ulrich zu Magdeburg besaß. 1327 übertrug ihm der Papst noch ein Personat ohne Seelsorge in Merseburg. Neben diesen Begünstigungen lobte Johannes XXII. in den Jahren 1317 und 1326 Heinrich zu Stolberg als einen besonders frommen und rechtschaffenen Mann der Kirche.
Heinrichs Wahl zum Nachfolger Gebhards von Schrapelau und zum Bischof von Merseburg erfolgte vor dem 11. Juli 1341. Die Wahl wurde vom Papst bestätigt. Heinrich soll der erste Bischof von Merseburg gewesen sein, der sich das Pallium selbst von den zu dieser Zeit in Avignon residierenden Papst abholte. 
Heinrich zu Stolberg erwies sich als fähiger Amtsträger. Er übernahm eine Diözese, in der infolge der fortwährenden Fehden seiner beiden Vorgänger Heinrich IV. Kindt und Gebhard von Schrapelau Unordnung und Geldnot herrschte. Die meisten Güter und Einkünfte des Stiftes waren verpfändet. Heinrich bemühte sich, letztlich erfolgreich, um die Einlösung dieser Güter oder Einkünfte wie den Zoll an der langen Brücke in Merseburg. Gleichzeitig erweiterte er den Besitz des Stifts um Burgliebenau und Schkopau. Da sich Mitte des 14. Jahrhunderts die Oberhoheitsansprüche der Markgrafen von Meißen für das Prägen von Münzen noch nicht durchgesetzt hatten, werden auch in diesem Bereich Tätigkeiten des Merseburger Bischofs angenommen. 
Für den Gottesdienst sorgte Heinrich zu Stolberg durch Stiftungen von Kapellen und Altären, durch Mehrung des Ornats und durch die Herstellung neuer Messbücher. Hervorzuheben wäre auch sein Engagement für die Domkirche in Merseburg und für andere Kirchen in und außerhalb Merseburgs.
Er starb zwischen dem 30. April und 21. Oktober 1357. Diese Datumsangaben begründen sich darauf, dass am erstgenannten Tag noch Heinrich, am letztgenannten Tage bereits sein Nachfolger urkundete. Am 12. Februar 1358 gedachte eine in Avignon ausgestellte päpstliche Urkunde ihn bereits als Verstorbenen. 